# Short Squeeze
Short Squeeze (englisch squeeze: Knappheit, Engpass, Klemme) ist die Angebotsknappheit eines Wertpapiers (meist einer Aktie), das zuvor in großer Anzahl leerverkauft („geshortet“) wurde. Nach den Leerverkäufen müssen die daraus resultierenden offenen Positionen wieder glattgestellt werden, indem die Aktien zurückgekauft werden. Steigt nun – entgegen der Erwartung der Leerverkäufer – der Börsenkurs des Wertpapiers, so müssen zur Verlustbegrenzung viele Leerverkäufer gleichzeitig das Wertpapier zurückkaufen, was zu einem Nachfrageüberhang führen kann, der den Kurs noch weiter nach oben treibt und damit die Verluste der Leerverkäufer weiter erhöht. Problematisch wird es für die Leerverkäufer dann, wenn nicht genügend Aktien im Umlauf sind, um ihre Positionen wieder glattzustellen. Der Aktienkurs steigt ungebremst, bis das Unternehmen neue Aktien ausgibt, oder Anteilshaber sich bereit erklären, Anteile zu verkaufen. Nur so können die Leerverkäufer dann ihre Positionen schließen, darum haben sie ein unbegrenzt hohes Verlustrisiko.

## Beispiele

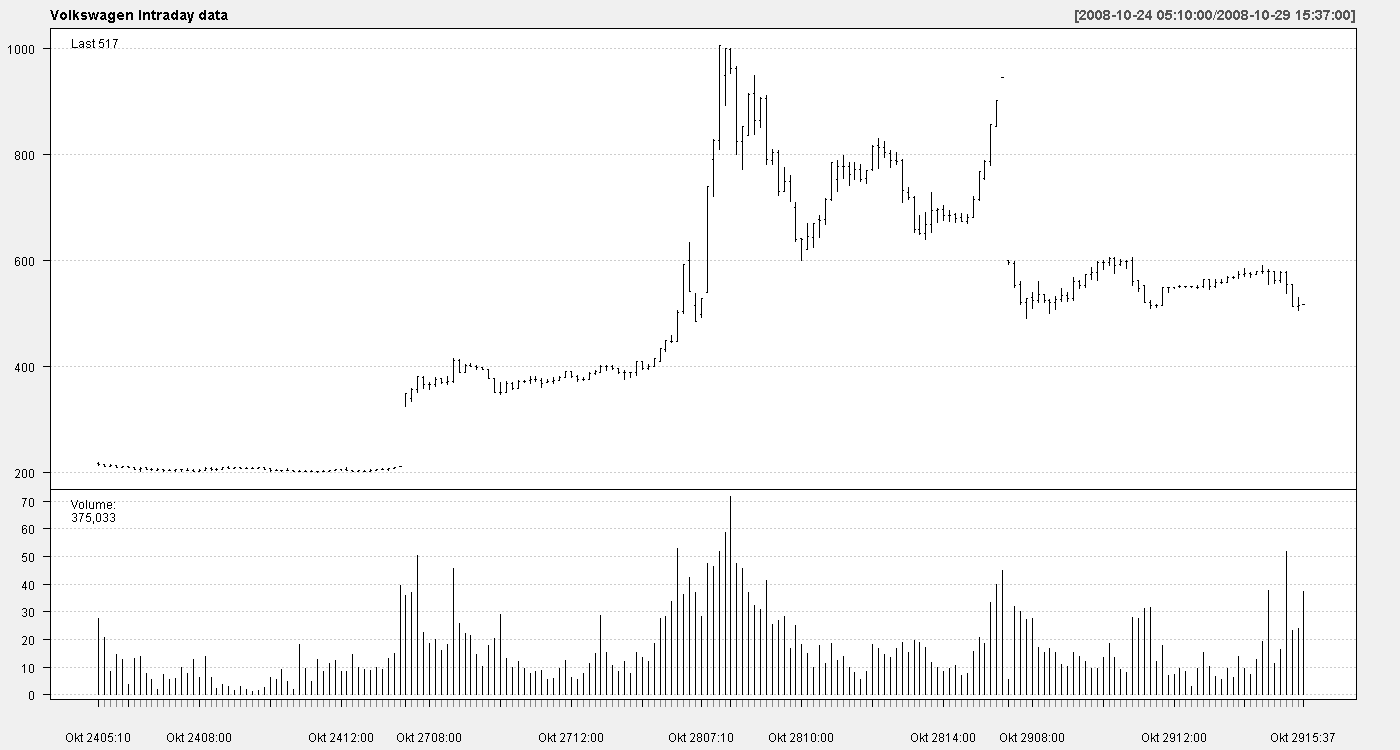
Kurs der VW-Aktie Ende Oktober 2008.

Ein Beispiel für einen Short Squeeze ist die Kursexplosion der Volkswagen-Stammaktie, die am 27. Oktober 2008 begann. Am 26. Oktober 2008 hatte das Unternehmen Porsche bekannt gegeben, dass es seinen Anteil an VW von 35 % auf 42,6 % erhöht hätte und mit Optionen auf weitere 31,5 % über einen Gesamtanteil von 74,1 % verfügen würde. Spekulanten, insbesondere Hedgefonds, hatten aber auf sinkende Kurse gesetzt und VW-Stammaktien leer verkauft. Da das Land Niedersachsen weitere 20 % der VW-Aktien hielt, verblieben weniger als 6 % der VW-Aktien frei handelbar. Die Leerverkäufer hatten sich 12 % der VW-Aktien geliehen, die sie für die Rückführung der Leihe am Aktienmarkt kaufen mussten. Somit steckten sie in einem Short Squeeze. 
Durch die Glattstellung ihrer Short-Positionen explodierte der Kurs der VW-Stammaktie und stieg innerhalb von zwei Tagen von rund 200 EUR auf über 1000 EUR (siehe Chart). Die auf fallende Kurse setzenden Investoren hatten jetzt große Verluste. VW wurde kurzzeitig das Unternehmen mit der weltweit größten Börsenkapitalisierung.
Ein weiteres Beispiel für einen Short Squeeze war der 16. Juli 2008 für Bankentitel an der US-Börse, nachdem die amerikanische Börsenaufsicht SEC die Regeln für den Leerverkauf von Aktien verschärft hatte. Manche Aktien hatten Tagesgewinne von 20 bis 30 %, ohne dass sich die Nachrichtenlage geändert hatte.
Ab Ende 2020 wurde ein Phänomen von Short Squeezes im Zusammenhang mit Onlineforen beobachtet. Gruppen von Kleinanlegern stellen sich gegen Aktienleerverkäufe von Hedgefonds, indem sie sich auf Internetplattformen zum Kauf bestimmter Aktien ermuntern, die ein beträchtliches Leerverkaufsvolumen aufweisen. Nachdem bereits 2020 Shortseller mit Leerverkäufen von Tesla-Aktien große Verluste verbuchen mussten, gerieten Hedgefonds im Januar 2021 mit Leerverkäufen von GameStop in Schieflage und mussten Milliardenverluste verbuchen.
Siehe auch: Anstieg der GameStop-Aktie 2021